# Aleksandar Vucenovic
Aleksandar Vucenovic (* 10. Oktober 1997 in St. Pölten) ist ein österreichischer Fußballspieler.

## Karriere
Vucenovic begann seine Karriere beim ASK Wilhelmsburg. Im Jänner 2012 kam er in die Jugend des SKN St. Pölten. Im August 2015 debütierte er für die Amateure des SKN in der Regionalliga, als er am dritten Spieltag der Saison 2015/16 gegen den 1. SC Sollenau in der Nachspielzeit für Sebastian Drga eingewechselt wurde. Im März 2016 stand er gegen den Wiener Sportklub schließlich erstmals in der Startelf.
Im Mai 2017 debütierte Vucenovic für die Profis des SKN in der Bundesliga, als er am 35. Spieltag der Saison 2016/17 gegen den Wolfsberger AC in der 84. Minute für Paul Pârvulescu ins Spiel gebracht wurde. Nach 16 Bundesligaeinsätzen für den SKN wechselte er im Februar 2020 in die Slowakei zum ŠKF Sereď. Nach sechs Einsätzen für den Verein in der Fortuna liga verließ er Sereď im Dezember 2020.
Nach mehreren Monaten ohne Klub wechselte er im März 2021 nach Finnland zu Haka Valkeakoski. Insgesamt kam er zu 19 Einsätzen für Haka in der Veikkausliiga, in denen er fünf Tore erzielte. Nach der Saison 2021 verließ er die Finnen wieder. Daraufhin wechselte er im Jänner 2022 nach Bosnien und Herzegowina zum FK Željezničar Sarajevo. Für Željezničar kam er zu sieben Einsätzen in der Premijer Liga. Nach der Saison 2021/22 verließ er den Verein wieder.
Im Anschluss wechselte Vucenovic im August 2022 nach Zypern zu Enosis Neon Paralimni. Für die Zyprer absolvierte er 36 Spiele in der First Division, in denen er neun Tore erzielte. Am Ende der Saison 2022/23 stieg er mit EN Paralimnou aber aus dem Oberhaus ab. Im August 2023 zog er dann weiter nach Rumänien, wo er sich UTA Arad anschloss. Nach fünf Einsätzen für Arad in der Liga 1 verließ er den Verein im Jänner 2024 wieder. Anschließend kehrte er zu EN Paralimnou zurück. Mit Paralimnou schaffte er den Wiederaufstieg, nach welchem er den Verein nach der Saison 2023/24 wieder verließ.
Im Juli 2024 wechselte er dann nach Slowenien zum Erstligisten NK Radomlje. Für Radomlje kam er zu 26 Einsätzen in der 1. SNL, in denen er einmal traf. Nach der Saison 2024/25 verließ er den Verein wieder.

## Persönliches
Sein Bruder Mario (* 1999) ist ebenfalls Fußballspieler.